# Paraćin
Paraćin (v srbské cyrilici Параћин) je město v centrálním Srbsku v údolí řeky Moravy (tzv. Střední Pomoraví). V roce 2011 zde žilo 24 573 obyvatel. Administrativně je součástí Pomoravského okruhu. Nachází se v rovinaté krajině; průměrná nadmořská výška se pohybuje okolo 130 m. Západo-východním směrem protéká Paraćinem říčka Crninca.

## Historie
V okolí města se nachází řada archeologických nalezišť s doklady o nejstarším osídlení této lokality.
První písemná zmínka o městě pochází z roku 1375 ze záznamů o darování kláštera z doby panování knížete Lazara. Zmiňuje mimo jiné i město Parakinov Brod. Předpokládá se, že současný název Paraćin pochází od jména jistého Parakina, který byl místním převozníkem v dané době. Turecký cestovatel Evlija Čelebi si v 17. století při cestě přes město poznamenal, že v této lokalitě je možné břekonat řeku Moravu na koni. Nacházela se zde také turecká vojenská posádka, která měla brod a karavany bránit před hajduky, kteří občas napadaly dostavníky.
Po příchodu rakouské armády v první polovině 18. století byla místní mešita přebudována na kostel. Turecká hranice na 20 let začínala nicméně nedaleko od Paraćinu na jih.
Výstavba železniční trati z Bělehradu do Niše v závěru 19. století umožnila ekonomický a průmyslový rozvoj města. Železnice město obchází ze západní strany.
V období existence meziválečné Jugoslávie byl z administrativního hlediska Paraćin součástí tzv. Moravské bánoviny s centrem v Niši.
Později byla východně od města vybudována dálnice. Modernizován byl rovněž i střed Paraćinu, kde byly strženy původní nízké budovy a nahrazeny výškovými bloky a obchodními centry. Jedním ze symbolů města se stal např. brutalistní hotel Petrus.
Paraćin je znám kromě toho také tím, že se zde v roce 1987 odehrál tzv. Paraćinský masakr, při kterém voják Jugoslávské lidové armády zastřelil několik svých kolegů. Aféra vyvolala v tehdejší Jugoslávii bouřlivou odezvu, a to jak mezi veřejností, tak i v řadách politických představitelů.

## Ekonomika

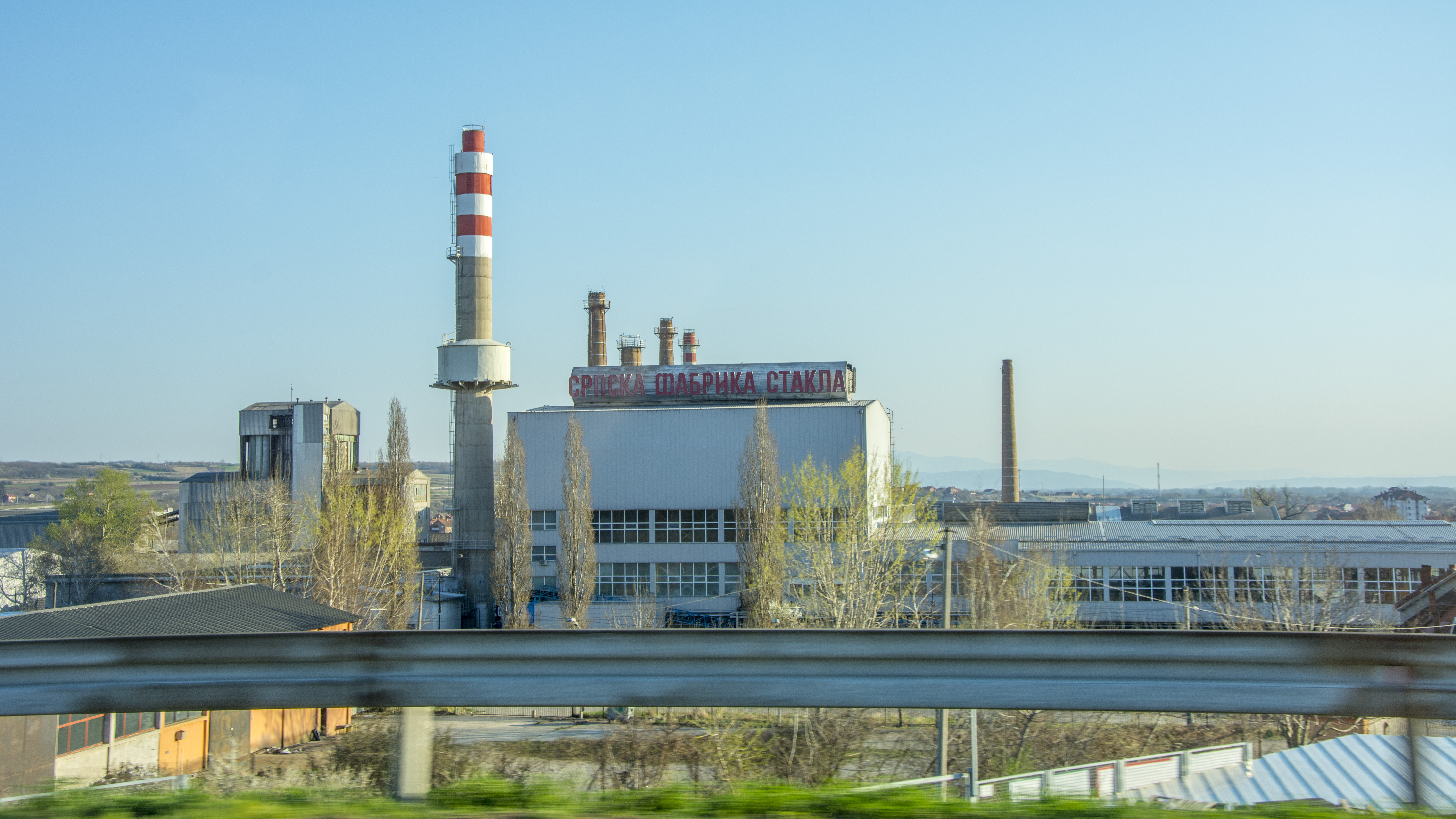
Sklárna

Město bylo známé v meziválečném období díky továrně společnosti Vlada Teokarević a spol., která se zaměřovala na textilní výrobky. Dlouhou dobu bylo významné díky výrobě skleněných a cukrářských výrobků. Výroba skla byla rozšířená během existence socialistické Jugoslávie. Její velký areál se nachází na východním okraji města, u dálničního obchvatu. Poslední pec na výrobu skla zde byla odpojena roku 2013.

## Kultura
V Paraćinu se nachází regionální muzeum (srbsky Zavičajni muzej Paraćin). Výhledově by v Paraćinu mělo výhledově existovat i muzeum sklářství.

## Doprava
V blízkosti města se také nachází letiště a prochází tudy i dálnice spojující města Bělehrad a Niš (dálnice A1. Ve stejném směru je vedena i železniční trať.
Hlavní dopravní tah ve městě představuje stará silnice mezi Bělehradem a Niší, která vede samotným středem města a představuje jeho hlavní osu.

## Známé osobnosti
Následující osobnosti jsou původem z Paraćinu:
- Svetolik Dragačevac, bývalý policista, autor výhružného dopisu Adolfu Hitlerovi
- Ana Nikolić, srbská zpěvačka
- Bojan Krkić, španělský sportovec srbského původu
- Ivana Sert, módní návrhářka
- Nenad Đorđević, srbský fotbalista
- Ivica Radosavljević, srbský basketbalista